# Johan Tybeck
Johan Tybeck, född 26 januari 1752 i Askersund, död 28 januari 1837 i Fogdö socken, var en svensk präst.
Johan Tybeck var son till borgaren Petter Tybeck och Stina Quist. Han blev student vid Uppsala universitet 1777, prästvigdes 1779 och var 1781–1797 huspredikant hos landshövding Sven Liljencrantz på Hässelbyholm. Under tiden 1801–1803 hade han adjunktsförordnande på komministraturen i Helgarö socken men var därefter tjänstledig intill sin avsättning från prästämbetet 1819. Av den Liljencrantzska familjen erhöll han hemmanet Ön på Fogdön och tillbringade där återstoden av sitt liv. Till Tybecks uppehälle under denna tid bidrog även många andra av hans vänner och meningsfränder inom samhällets övre skikt. Personligen en mycket redbar man kom han i konflikt med stiftsledningen enbart på grund av sina särmeningar i religiösa frågor. Tybeck syns från början ha stått under inflytande av herrnhutismen, men redan i början av 1780-talet gled han över i swedenborgianism. I samband med de romantiska tankarnas framväxt i början av 1800-talet skapades i vissa avseenden förutsättningar för en bättre förståelse än förut av de swedenborgska åsikterna. Tybeck blev i en rad predikningar och uppsatser en av dess ivrigaste förespråkare. En samling utkom anonymt i Köpenhamn 1807, en annan i Stockholm 1816. Särskilt stor uppståndelse väckte han 1817, då han gav en Biblisk Förklaring öfver Högmässotexten På Andra Stora Bönedagen 20 april 1817: Gud var i Christo. Konsistoriet i Stockholm anmälde skriften hos hovkanslersämbetet. Tybeck blev dock frikänd men kallades inför Strängnäs domkapitel, av vilket han dömdes till avsättning. Sin författarverksamhet fortsatte Tybeck oförtrutet. Tybecks åsikter var i sig inte radikalare än många andras vid denna tid. Men Tybeck var mer utmanande i formen. Tybecks konflikt uppmärksammades även inom den litterära världen. Lorenzo Hammarsköld ägnde en omfattande och grundlig recension åt Tybecks skrifter i Swensk litteraturtidning 1829. Bland Tybecks skrifter märks Christlig Undersökning öfver Aposteln Pauli Lära om Lagens Gerningar, om Tro och Rättfärdighet; jemte vänlig adress till det aktningsvärda Evangeliska Sällskapet och Dess vänner (1819), Likheten och Skilnaden mellan Apostelen Pauli Lära och Doctor Luthers System om Gerningar, Tro och Rättfärdighet (1820), Jemförelse emellan det Symboliska Systemet i Religions-Läran och det rent Bibliska, til anlening för de Christne, som wilja och kunna pröfwa allt, för att behålla det bästa (1826). Tybecks levnad har i litterär form behandlats av Albert Engström i Ränningehus (1920).